# Sông Phú An
Sông Phú An (tên khác: Rạch Xẻo Trâu) là một con sông đổ ra Sông Cái Tàu. Sông có chiều dài 14 km và diện tích lưu vực là km². Sông Phú An chảy qua các tỉnh Đồng Tháp, Vĩnh Long.